# Едвард Седжвік
Едвард Седжвік (англ. Edward Sedgwick; 7 листопада 1889 — 7 березня 1953) — американський кінорежисер, сценарист, актор і продюсер.

## Біографія

### Ранні роки
Він народився в Галвестоні, штат Техас, в сім'ї акторів Едварда Седжвіка-старшого і Жозефіни Вокер. У віці чотирьох років, молодий Едвард Седжвік приєднався до своєї сім'ї в тодішньому Sedgwick Comedy Company, які виступали у стилі водевіль. Він виконував дитячі ролі, до досягнення ним семи років, коли він отримав свою першу комедійну роль ірландського іммігранта, в комедії написаній його батьком.
Протягом цього часу, він був на сцені тільки протягом літніх місяців. В інші місяці батько брав його назад в Галвестон і відправляв до школи. Закінчивши університет Санта-Марії в Галвестоні, був відправлений у військову академію в Сан-Антоніо, яку закінчив у званні старшого лейтенанта. Після закінчення університету, він серйозно обдумував військове життя, але він повернувся в компанію батька, зараз відому як «П'ять Седжвіків». Трупа, що складається з його батьків, нього і двох сестер-близнюків Ейлін і Джозі була вимушена закритись через хворобу батька.
Седжвік почав зніматися у фільмах, як комік в 1915 році. Через шість років в 1921 році він став режисером, і почав знімати вестерни з Томом Міксом. Седжвік підписав контракт з MGM в кінці 1920-х років.

### Смерть
Седжвік помер від серцевого нападу в Північному Голлівуді, штат Каліфорнія у віці 63 років, похований на католицькому цвинтарі Святого хреста у Калвер-Сіті.

## Вибрана фільмографія

### Актор
- 1914 : Все для кохання / All for Love
- 1914 : Шахраї / The Crooks — містер Голдбалл
- 1914 : Ковбой у вільний час / A Cowboy Pastime — Гайні Претзель
- 1916 : Я отримаю її все ж / I'll Get Her Yet — Фатті — коридорний
- 1916 : Національні горіхи / National Nuts
- 1916 : Його прорив / His Blowout
- 1916 : Він став постійним членом / He Became a Regular Fellow
- 1916 : Це все неправда / It's All Wrong
- 1916 : Чарівна модель / The Fascinating Model — Біллі
- 1916 : Його золота година / His Golden Hour
- 1917 : Жирний і дурний / Fat and Foolish
- 1917 : Примарні піжами / The Haunted Pajamas — Джек Біллінгс
- 1917 : Шибеник / The Varmint — Батсі Вайт
- 1917 : Американська дорога / The Yankee Way — Роберт Гіллетт
- 1918 : Без флірту / Don't Flirt
- 1918 : Чому я не можу одружитися / Why I Would Not Marry — незначна роль
- 1918 : Туди і назад / There and Back
- 1919 : Чекерс / Checkers — Піт
- 1920 : Пливіть або потонемо / Sink or Swim — Роберт Гіллетт

### Режисер
- 1922 : Панда / The Bearcat
- 1923 : Джентльмен з Америки / The Gentleman from America
- 1923 : Малий Рамблін / The Ramblin' Kid
- 1924 : Бий і біжи / Hit and Run
- 1925 : Привид опери / The Phantom Of The Opera
- 1927 : Сигнал горна / The Bugle Call
- 1927 : Весняна лихоманка / Spring Feve
- 1928 : Вест-Пойнт / West Point
- 1928 : Кінооператор / The Cameraman
- 1929 : Шлюб на зло / Spite Marriage
- 1930 : Холостий і безтурботний / Free and Easy
- 1930 : Піхотинці / Doughboys
- 1931 : Кабінет, спальня і ванна / Parlor, Bedroom and Bath
- 1931 : Небезпечна справа / A Dangerous Affair
- 1932 : Говоріть простіше / Speak Easily
- 1932 : Пристрасний водопровідник / The Passionate Plumber
- 1933 : Що?! Немає пива? / What-No Beer?
- 1935 : Убивство на флоті / Murder in the Fleet
- 1938 : Гладіатор / The Gladiator
- 1943 : Повітряні рейдери / Air Raid Wardens
- 1946 : Одружуватися легко / Easy to Wed
- 1951 : Вибачте мій прах / Excuse My Dust
- 1953 : Я люблю Люсі / I Love Lucy

### Продюсер
- 1927 : Вест-Пойнт / West Point
- 1929 : Шлюб на зло / Spite Marriage
- 1930 : Холостий і безтурботний / Free and Easy
- 1930 : Дистанційне керування / Remote Control
- 1934 : Отець Браун, детектив / Father Brown, Detective
- 1936 : Містер Попелюшка / Mister Cinderella
- 1937 : Виберіть зірку / Pick a Star